# Silvia Avallone
Silvia Avallone (Biella, Piemont, 1984. április 11. –) olasz költő és írónő.

## Élete
Az 1984-ben született írónő a Bolognai Egyetem filozófia szakán doktorált. Első versei és novellái a ClanDestinóban és a Nuovi Argomentiben jelentek meg, de publikált a Corriere della Sera, a Sole 24 Ore és a Granta Italia folyóiratokban is. 2008-ban jelent meg a Alfonso Gatto-díj nyertes Il libro dei vent’anni kötete.
2010-ben jelent meg első regénye, az Acél (Acciaio), amelyet már hat nyelvre fordítottak le (magyar, holland, francia, spanyol, katalán és német). A könyvből film készül, amelyet Stefano Mordini rendez.

## Díjak és elismerések
- 2008: Premio Alfonso Gatto für das Erstlingswerk Il libro dei vent'anni
- 2010: Premio Campiello, Elsőregényes kategóriában Acciaio
- 2010: Premio Fregene, Irodalmi szekció
- 2010: Premio Strega, második hely
- 2010: Premio Eduardo Kihlgren, második hely

## Munkái
- 2007: Versek: Il libro dei vent’anni. (Húsz év költeményei) Edizioni della Meridiana, Florenz ISBN 88-6007-094-5
- 2010: Roman: Acciaio. Rizzoli, Mailand, ISBN 978-88-17-03763-1

Elbeszélései
- Il futuro in sospeso. In: Grand Tour. Rivisitare l’Italia nei suoi 150 anni. Italainieuropei, 05/2010
- La lince. Corriere della Sera, Inediti d’Autore, 2011

### Magyarul
- Acél; ford. Lukácsi Margit; Európa, Bp., 2011 (Modern könyvtár) ISBN 978-96-30-79202-8
- Egy barátság története; ford. Lukácsi Margit, Park Könyvkiadó, Bp., 2021 ISBN 9789633557358

## Fordítás
- Ez a szócikk részben vagy egészben  a   Silvia Avallone című német Wikipédia-szócikk ezen változatának fordításán alapul.  Az eredeti cikk szerkesztőit annak laptörténete sorolja fel. Ez a jelzés csupán a megfogalmazás eredetét és a szerzői jogokat jelzi, nem szolgál a cikkben szereplő információk forrásmegjelöléseként.
- Ez a szócikk részben vagy egészben  a   Silvia Avallone című olasz Wikipédia-szócikk ezen változatának fordításán alapul.  Az eredeti cikk szerkesztőit annak laptörténete sorolja fel. Ez a jelzés csupán a megfogalmazás eredetét és a szerzői jogokat jelzi, nem szolgál a cikkben szereplő információk forrásmegjelöléseként.